# Predica
Predica (acronyme de Prévoyance dialogue du Crédit agricole) est une compagnie d'assurance de personnes, filiale de Crédit agricole assurances. La société propose des contrats d'assurance-vie, d'épargne retraite et de prévoyance.

## Histoire
Predica est créée en octobre 1986 en tant que filiale du Crédit agricole dédiée à l'assurance-vie,. En 2004, deux ex-entités du Crédit lyonnais rejoignent Predica : La Médicale de France, dédiée à l'assurance des professionnels de santé, et l'UAF, structure spécialisée dans l'assurance-vie distribuée par des conseillers en gestion de patrimoine,. En 2009, la société est intégrée à Crédit agricole assurances (CAA), filiale regroupant l'ensemble des métiers assurantiels du groupe.
Le directeur général de Predica est dès lors la même personne que le directeur général de Crédit agricole assurances. Le poste est ainsi occupé par Philippe Dumont depuis le 1er janvier 2020.

## Activités
Dans le cadre de la gestion de ses contrats d'assurance-vie, Predica réalise régulièrement des investissements dans les domaines de l'immobilier et des infrastructures, de manière à pouvoir rémunérer les contrats de ses clients. À titre d'exemple, en juin 2013, le ministère des Finances autorise Predica à racheter 4,81% des parts d'Aéroports de Paris qui appartenaient précédemment à l'État et au Fonds stratégique d'investissement. La société finance également des infrastructures relatives à la transition énergétique, notamment via le véhicule d'investissement Predica Energies Durables (PED).
Les encours sous gestion de Predica atteignent 262 milliards d'euros en 2019[réf. nécessaire], permettant ainsi à Crédit agricole assurances d'occuper en 2020 la place de premier assureur-vie de France par le montant du chiffre d'affaires, et la seconde place par le montant des encours sous gestion.